# Deroceras oertzeni
Deroceras oertzeni is een slakkensoort uit de familie van de Agriolimacidae. De wetenschappelijke naam van de soort is voor het eerst geldig gepubliceerd in 1889 door Simroth.